# Feshi (territoire)
Le Territoire de Feshi est une subdivision de la province du Kwango en république démocratique du Congo. Il a pour chef-lieu Feshi.

## Commune
Le territoire compte une commune rurale de moins de 80 000 électeurs :
- Feshi, (7 conseillers municipaux)

## Secteurs
Le territoire de Feshi est organisé en quatre secteurs et 39 groupements.
| Secteur  | Σ  | Groupements |
| -------- | -- | --- |
| Ganaketi | 18 | Buka-Ngumbi, Buka-Tengwa, Kabukulu, Kakombi, Kambundi-Nganga, Kambundi-Tumbi, Kasombo, Kitaka, Mubanga, Mulasa-Mbaka, Mulawa-Mfulu, Mutangu Tari, Mwana Basila, Mwela Shaku (Mwela Tsaka), Ngima, Tshaku Kakabatu, Tshaku Luwembi, Tshaku Zuka |
| Lobo     | 8  | Bumba Kifulu, Kambindi Lukula, Katambi, Kikwanza, Loanda, Mulasa Biwuwa, Muzengo, Zalala. |
| Maziamo  | 8  | Bolashi, Kanungu, Kasapula, Kikombo, Kimbinga, Kisambo, Luhemba, Mudikikamba. |
| Mukoso   | 5  | Gitoto Ngunda, Kianza, Muteba Yave Nawej, Ngungi, Palanga Nene. |

## Politique
- Députés nationaux : 3 
  - Espérance Shidi (PALU)
  - Kangulumba Mbambi Vincent (Indépendant)
  - Lapika Dimonfu Bruno (ARC)

- Députés provinciaux : 4
  - Atunakou Malambu Jovin (PPRD)
  - Kangulumba Kakoma  Léopold (MLC)
  - Kusasamana Metela Crispin (PALU)
  - Kashita Mussa wa Gamony Jesse Jean Bosco (Grand chef de groupement Kianza, coopté)